# Березняки (Мошнівська сільська громада)
Березняки́ — село в Україні, у Черкаському районі Черкаської області, підпорядковане Мошнівській сільській громаді. У селі мешкає 606 людей.

## Історія
Під час Голодомору 1932—1933 років помер щонайменше 1 житель села.

## Населення

### Мова
Розподіл населення за рідною мовою за даними перепису 2001 року:
| Мова            | Кількість | Відсоток |
| --------------- | --------- | -------- |
| українська      | 595       | 98.19%   |
| російська       | 10        | 1.65%    |
| інші/не вказали | 1         | 0.16%    |
| Усього          | 606       | 100%     |